# Oscar/Bester Schnitt
Mit dem Oscar für den besten Schnitt werden die Filmeditoren eines Films geehrt. Der Preis wird in dieser Kategorie seit 1935 verliehen.
| Statistik                                          |                                                                                   |
| Am häufigsten honorierte/r Filmeditor/in           | Ralph Dawson, Michael Kahn, Daniel Mandell und Thelma Schoonmaker (je drei Siege) |
| Am häufigsten nominierte/r Filmeditor/in           | Thelma Schoonmaker (neun Nominierungen)                                           |
| Am häufigsten nominierte/r Filmeditor/in ohne Sieg | Gerry Hambling und Frederic Knudtson (je sechs Nominierungen)                     |

In unten stehender Tabelle sind die Preisträger nach dem Jahr der Verleihung gelistet.

## 1935–1940
| Jahr | Preisträger                 | für den Film                     | Nominierungen |
| 1935 | Conrad A. Nervig            | Eskimo                           | Anne Bauchens für Cleopatra Gene Milford für Das leuchtende Ziel |
| 1936 | Ralph Dawson                | Ein Sommernachtstraum            | Margaret Booth für Meuterei auf der Bounty George Hively für Der Verräter Ellsworth Hoagland für Bengali Robert Kern für David Copperfield Barbara McLean für Die Elenden                            |
| 1937 | Ralph Dawson                | Ein rastloses Leben              | Edward Curtiss für Nimm, was du kriegen kannst William S. Gray für Der große Ziegfeld Barbara McLean für Signale nach London Otto Meyer für Theodora wird wild Conrad A. Nervig für Flucht aus Paris |
| 1938 | Gene Havlick Gene Milford   | In den Fesseln von Shangri-La    | Bernard W. Burton für 100 Mann und ein Mädchen Al Clark für Die schreckliche Wahrheit Elmo Veron für Manuel Basil Wrangell für Die gute Erde                                                         |
| 1939 | Ralph Dawson                | Robin Hood, König der Vagabunden | Gene Havlick für Lebenskünstler Tom Held für Der große Walzer Tom Held für Der Testpilot Barbara McLean für Alexander's Ragtime Band                                                                 |
| 1940 | Hal C. Kern James E. Newcom | Vom Winde verweht                | Charles Frend für Auf Wiedersehen, Mr. Chips Gene Havlick und Al Clark für Mr. Smith geht nach Washington Otho Lovering und Dorothy Spencer für Ringo Barbara McLean für Nacht über Indien           |

## 1941–1950
| Jahr | Preisträger                    | für den Film                    | Nominierungen |
| 1941 | Anne Bauchens                  | Die scharlachroten Reiter       | Hal C. Kern für Rebecca Warren Low für Das Geheimnis von Malampur Robert L. Simpson für Früchte des Zorns Sherman Todd für Der lange Weg nach Cardiff                                           |
| 1942 | William Holmes                 | Sergeant York                   | James B. Clark für Schlagende Wetter Harold F. Kress für Arzt und Dämon Daniel Mandell für Die kleinen Füchse Robert Wise für Citizen Kane                                                      |
| 1943 | Daniel Mandell                 | Der große Wurf                  | George Amy für Yankee Doodle Dandy Harold F. Kress für Mrs. Miniver Otto Meyer für Zeuge der Anklage Walter Thompson für This Above All                                                         |
| 1944 | George Amy                     | Air Force                       | Doane Harrison für Fünf Gräber bis Kairo Owen Marks für Casablanca Barbara McLean für Das Lied von Bernadette Sherman Todd und John F. Link senior für Wem die Stunde schlägt                   |
| 1945 | Barbara McLean                 | Wilson                          | Roland Gross für None But the Lonely Heart Hal C. Kern und James E. Newcom für Als du Abschied nahmst Owen Marks für Janie LeRoy Stone für Der Weg zum Glück                                    |
| 1946 | Robert Kern                    | Kleines Mädchen, großes Herz    | George Amy für Der Held von Burma Doane Harrison für Das verlorene Wochenende Harry Marker für Die Glocken von St. Marien Charles Nelson für Polonaise                                          |
| 1947 | Daniel Mandell                 | Die besten Jahre unseres Lebens | Arthur Hilton für Rächer der Unterwelt William Hornbeck für Ist das Leben nicht schön? Harold F. Kress für Die Wildnis ruft William A. Lyon für Der Jazzsänger                                  |
| 1948 | Francis D. Lyon Robert Parrish | Jagd nach Millionen             | Monica Collingwood für Jede Frau braucht einen Engel Harmon Jones für Tabu der Gerechten Fergus McDonell für Ausgestoßen George White für Taifun                                                |
| 1949 | Paul Weatherwax                | Stadt ohne Maske                | Reginald Mills für Die roten Schuhe Christian Nyby für Red River Frank Sullivan für Johanna von Orleans David Weisbart für Schweigende Lippen                                                   |
| 1950 | Harry W. Gerstad               | Zwischen Frauen und Seilen      | John D. Dunning für Kesselschlacht Frederic Knudtson für Das unheimliche Fenster Robert Parrish und Al Clark für Der Mann, der herrschen wollte Richard L. Van Enger für Du warst unser Kamerad |

## 1951–1960
| Jahr | Preisträger                       | für den Film              | Nominierungen |
| 1951 | Ralph E. Winters Conrad A. Nervig | König Salomons Diamanten  | Oswald Hafenrichter für Der dritte Mann Barbara McLean für Alles über Eva James E. Newcom für Duell in der Manege Arthur P. Schmidt und Doane Harrison für Boulevard der Dämmerung                           |
| 1952 | William Hornbeck                  | Ein Platz an der Sonne    | Adrienne Fazan für Ein Amerikaner in Paris Chester W. Schaeffer für Stadt in Aufruhr Dorothy Spencer für Entscheidung vor Morgengrauen Ralph E. Winters für Quo vadis?                                       |
| 1953 | Elmo Williams Harry W. Gerstad    | Zwölf Uhr mittags         | William Austin für Sturmgeschwader Komet Anne Bauchens für Die größte Schau der Welt Ralph Kemplen für Moulin Rouge Warren Low für Kehr zurück, kleine Sheba                                                 |
| 1954 | William A. Lyon                   | Verdammt in alle Ewigkeit | Everett Douglas für Kampf der Welten Otto Ludwig für Wolken sind überall Robert Swink für Ein Herz und eine Krone Cotton Warburton für Crazylegs                                                             |
| 1955 | Gene Milford                      | Die Faust im Nacken       | Ralph Dawson für Es wird immer wieder Tag William A. Lyon und Henry Batista für Die Caine war ihr Schicksal Elmo Williams für 20.000 Meilen unter dem Meer Ralph E. Winters für Eine Braut für sieben Brüder |
| 1956 | Charles Nelson William A. Lyon    | Picknick                  | Warren Low für Die tätowierte Rose Alma Macrorie für Die Brücken von Toko-Ri Gene Ruggiero und George Boemler für Oklahoma! Ferris Webster für Die Saat der Gewalt                                           |
| 1957 | Gene Ruggiero Paul Weatherwax     | In 80 Tagen um die Welt   | Albert Akst für Die Hölle ist in mir Anne Bauchens für Die zehn Gebote William Hornbeck, Philip W. Anderson und Fred Bohanan für Giganten Merrill G. White für Roter Staub                                   |
| 1958 | Peter Taylor                      | Die Brücke am Kwai        | Viola Lawrence und Jerome Thoms für Pal Joey Warren Low für Zwei rechnen ab Daniel Mandell für Zeugin der Anklage Arthur P. Schmidt und Philip W. Anderson für Sayonara                                      |
| 1959 | Adrienne Fazan                    | Gigi                      | William Hornbeck für Laßt mich leben Frederic Knudtson für Flucht in Ketten William A. Lyon und Al Clark für Cowboy William H. Ziegler für Die tolle Tante                                                   |
| 1960 | Ralph E. Winters John D. Dunning  | Ben Hur                   | Frederic Knudtson für Das letzte Ufer Louis R. Loeffler für Anatomie eines Mordes Walter Thompson für Geschichte einer Nonne George Tomasini für Der unsichtbare Dritte                                      |

## 1961–1970
| Jahr | Preisträger                                              | für den Film                | Nominierungen |
| 1961 | Daniel Mandell                                           | Das Appartement             | Stuart Gilmore für Alamo Frederic Knudtson für Wer den Wind sät Viola Lawrence und Al Clark für Pepe – Was kann die Welt schon kosten Robert Lawrence für Spartacus                                                            |
| 1962 | Thomas Stanford                                          | West Side Story             | Philip W. Anderson für Die Vermählung ihrer Eltern geben bekannt Frederic Knudtson für Urteil von Nürnberg Alan Osbiston für Die Kanonen von Navarone William H. Reynolds für Fanny                                            |
| 1963 | Anne V. Coates                                           | Lawrence von Arabien        | Samuel E. Beetley für Der längste Tag John McSweeney junior für Meuterei auf der Bounty Ferris Webster für Botschafter der Angst William H. Ziegler für Music Man                                                              |
| 1964 | Harold F. Kress                                          | Das war der Wilde Westen    | Frederic Knudtson, Robert C. Jones und Gene Fowler junior für Eine total, total verrückte Welt Louis R. Loeffler für Der Kardinal Dorothy Spencer für Cleopatra Ferris Webster für Gesprengte Ketten                           |
| 1965 | Cotton Warburton                                         | Mary Poppins                | Anne V. Coates für Becket Ted J. Kent für Der große Wolf ruft Michael Luciano für Wiegenlied für eine Leiche William H. Ziegler für My Fair Lady                                                                               |
| 1966 | William H. Reynolds                                      | Meine Lieder – meine Träume | Michael Luciano für Der Flug des Phoenix Charles Nelson für Cat Ballou – Hängen sollst du in Wyoming Norman Savage für Doktor Schiwago Ralph E. Winters für Das große Rennen rund um die Welt                                  |
| 1967 | Fredric Steinkamp Henry Berman Stu Linder Frank Santillo | Grand Prix                  | Hal Ashby und J. Terry Williams für Die Russen kommen! Die Russen kommen! William B. Murphy für Die phantastische Reise Sam O’Steen für Wer hat Angst vor Virginia Woold? William H. Reynolds für Kanonenboot am Yangtse-Kiang |
| 1968 | Hal Ashby                                                | In der Hitze der Nacht      | Samuel E. Beetley und Marjorie Fowler für Doktor Dolittle Robert C. Jones für Rat mal, wer zum Essen kommt Frank P. Keller für Blutiger Strand Michael Luciano für Das dreckige Dutzend                                        |
| 1969 | Frank P. Keller                                          | Bullitt                     | Frank Bracht für Ein seltsames Paar Fred R. Feitshans junior und Eve Newman für Wild in den Straßen Ralph Kemplen für Oliver Robert Swink, Maury Winetrobe und William Sands für Funny Girl                                    |
| 1970 | Françoise Bonnot                                         | Z                           | William A. Lyon und Earle Herdan für Das Geheimnis von Santa Vittoria William H. Reynolds für Hello, Dolly! Hugh A. Robertson für Asphalt-Cowboy Fredric Steinkamp für Nur Pferden gibt man den Gnadenschuß                    |

## 1971–1980
| Jahr | Preisträger                           | für den Film                            | Nominierungen |
| 1971 | Hugh S. Fowler                        | Patton – Rebell in Uniform              | Stuart Gilmore für Airport Danford B. Greene für M*A*S*H James E. Newcom, Pembroke J. Herring und Inoue Chikaya für Tora! Tora! Tora! Thelma Schoonmaker für Woodstock                                                           |
| 1972 | Gerald B. Greenberg                   | French Connection – Brennpunkt Brooklyn | Folmar Blangsted für Sommer ’42 Bill Butler für Uhrwerk Orange Stuart Gilmore und John W. Holmes für Andromeda – Tödlicher Staub aus dem All Ralph E. Winters für Opa kann’s nicht lassen                                        |
| 1973 | David Bretherton                      | Cabaret                                 | Frank P. Keller und Fred W. Berger für Vier schräge Vögel Harold F. Kress für Die Höllenfahrt der Poseidon Tom Priestley für Beim Sterben ist jeder der Erste William H. Reynolds und Peter Zinner für Der Pate                  |
| 1974 | William H. Reynolds                   | Der Clou                                | Jordan Leondopoulos, Bud S. Smith, Evan A. Lottman und Norman Gay für Der Exorzist Verna Fields und Marcia Lucas für American Graffiti Frank P. Keller und James Galloway für Die Möwe Jonathan Ralph Kemplen für Der Schakal    |
| 1975 | Harold F. Kress Carl Kress            | Flammendes Inferno                      | John C. Howard und Danford B. Greene für Der wilde wilde Westen Michael Luciano für Die härteste Meile Sam O’Steen für Chinatown Dorothy Spencer für Erdbeben                                                                    |
| 1976 | Verna Fields                          | Der weiße Hai                           | Dede Allen für Hundstage Richard Chew, Lynzee Klingman und Sheldon Kahn für Einer flog über das Kuckucksnest Russell Lloyd für Der Mann, der König sein wollte Fredric Steinkamp und Don Guidice für Die drei Tage des Condor    |
| 1977 | Richard Halsey Scott Conrad           | Rocky                                   | Alan Heim für Network Robert C. Jones und Pembroke J. Herring für Dieses Land ist mein Land Eve Newman und Walter Hannemann für Zwei Minuten Warnung Robert L. Wolfe für Die Unbestechlichen                                     |
| 1978 | Paul Hirsch Marcia Lucas Richard Chew | Krieg der Sterne                        | Walter Hannemann und Angelo Ross für Ein ausgekochtes Schlitzohr Michael Kahn für Unheimliche Begegnung der dritten Art Walter Murch und Marcel Durham für Julia William H. Reynolds für Am Wendepunkt                           |
| 1979 | Peter Zinner                          | Die durch die Hölle gehen               | Stuart Baird für Superman Gerry Hambling für 12 Uhr nachts – Midnight Express Robert Swink für The Boys from Brazil Don Zimmerman für Coming Home – Sie kehren heim                                                              |
| 1980 | Alan Heim                             | Hinter dem Rampenlicht                  | Robert Dalva für Der schwarze Hengst Gerald B. Greenberg für Kramer gegen Kramer Richard Marks, Walter Murch, Gerald B. Greenberg und Lisa Fruchtman für Apocalypse Now Robert L. Wolfe und Carroll Timothy O’Meara für The Rose |

## 1981–1990
| Jahr | Preisträger                                                          | für den Film                          | Nominierungen |
| 1981 | Thelma Schoonmaker                                                   | Wie ein wilder Stier                  | David E. Blewitt für Das große Finale Anne V. Coates für Der Elefantenmensch Gerry Hambling für Fame – Der Weg zum Ruhm Arthur Schmidt für Nashville Lady                                                                 |
| 1982 | Michael Kahn                                                         | Jäger des verlorenen Schatzes         | Dede Allen und Craig McKay für Reds John Bloom für Die Geliebte des französischen Leutnants Terry Rawlings für Die Stunde des Siegers Robert L. Wolfe für Am goldenen See                                                 |
| 1983 | John Bloom                                                           | Gandhi                                | Carol Littleton für E.T. – Der Außerirdische Hannes Nikel für Das Boot Fredric Steinkamp und William Steinkamp für Tootsie Peter Zinner für Ein Offizier und Gentleman                                                    |
| 1984 | Glenn Farr Lisa Fruchtman Stephen A. Rotter Douglas Stewart Tom Rolf | Der Stoff, aus dem die Helden sind    | Richard Marks für Zeit der Zärtlichkeit Frank Morriss und Edward M. Abroms für Das fliegende Auge Sam O’Steen für Silkwood Bud S. Smith und Walt Mulconery für Flashdance                                                 |
| 1985 | Jim Clark                                                            | The Killing Fields – Schreiendes Land | Donn Cambern und Frank Morriss für Auf der Jagd nach dem grünen Diamanten Nena Danevic und Michael Chandler für Amadeus David Lean für Reise nach Indien Barry Malkin und Robert Q. Lovett für Cotton Club                |
| 1986 | Thom Noble                                                           | Der einzige Zeuge                     | John Bloom für A Chorus Line Rudi Fehr und Kaja Fehr für Die Ehre der Prizzis Henry Richardson für Expreß in die Hölle Fredric Steinkamp, William Steinkamp, Pembroke J. Herring und Sheldon Kahn für Jenseits von Afrika |
| 1987 | Claire Simpson                                                       | Platoon                               | Jim Clark für Mission Ray Lovejoy für Aliens – Die Rückkehr Susan E. Morse für Hannah und ihre Schwestern Billy Weber und Chris Lebenzon für Top Gun                                                                      |
| 1988 | Gabriella Cristiani                                                  | Der letzte Kaiser                     | Michael Kahn und Peter E. Berger für Eine verhängnisvolle Affäre Michael Kahn für Das Reich der Sonne Richard Marks für Nachrichtenfieber – Broadcast News Frank J. Urioste für RoboCop                                   |
| 1989 | Arthur Schmidt                                                       | Falsches Spiel mit Roger Rabbit       | Stuart Baird für Gorillas im Nebel Gerry Hambling für Mississippi Burning – Die Wurzel des Hasses Stu Linder für Rain Man Frank J. Urioste und John F. Link für Stirb langsam                                             |
| 1990 | David Brenner Joe Hutshing                                           | Geboren am 4. Juli                    | Noëlle Boisson für Der Bär Steven Rosenblum für Glory William Steinkamp für Die fabelhaften Baker Boys Mark Warner für Miss Daisy und ihr Chauffeur                                                                       |

## 1991–2000
| Jahr | Preisträger                                    | für den Film           | Nominierungen |
| 1991 | Neil Travis                                    | Der mit dem Wolf tanzt | Barry Malkin, Lisa Fruchtman und Walter Murch für Der Pate III Walter Murch für Ghost – Nachricht von Sam Thelma Schoonmaker für GoodFellas – Drei Jahrzehnte in der Mafia Dennis Virkler und John Wright für Jagd auf Roter Oktober   |
| 1992 | Joe Hutshing Pietro Scalia                     | JFK – Tatort Dallas    | Conrad Buff IV, Mark Goldblatt und Richard A. Harris für Terminator 2 – Tag der Abrechnung Gerry Hambling für The Commitments Craig McKay für Das Schweigen der Lämmer Thom Noble für Thelma & Louise                                  |
| 1993 | Joel Cox                                       | Erbarmungslos          | Robert Leighton für Eine Frage der Ehre Kant Pan für The Crying Game Geraldine Peroni für The Player Frank J. Urioste für Basic Instinct                                                                                               |
| 1994 | Michael Kahn                                   | Schindlers Liste       | Anne V. Coates für In the Line of Fire – Die zweite Chance Gerry Hambling für Im Namen des Vaters Veronika Jenet für Das Piano Dennis Virkler, David Finfer, Dean Goodhill, Don Brochu, Richard Nord und Dov Hoenig für Auf der Flucht |
| 1995 | Arthur Schmidt                                 | Forrest Gump           | Richard Francis-Bruce für Die Verurteilten Frederick Marx, Steve James und William Haugse für Hoop Dreams Sally Menke für Pulp Fiction John Wright für Speed                                                                           |
| 1996 | Mike Hill Daniel P. Hanley                     | Apollo 13              | Marcus D’Arcy und Jay Friedkin für Ein Schweinchen namens Babe Richard Francis-Bruce für Sieben Chris Lebenzon für Crimson Tide – In tiefster Gefahr Steven Rosenblum für Braveheart                                                   |
| 1997 | Walter Murch                                   | Der englische Patient  | Ethan Coen und Joel Coen für Fargo Gerry Hambling für Evita Joe Hutshing für Jerry Maguire – Spiel des Lebens Pip Karmel für Shine – Der Weg ins Licht                                                                                 |
| 1998 | Conrad Buff IV James Cameron Richard A. Harris | Titanic                | Richard Francis-Bruce für Air Force One Peter Honess für L.A. Confidential Richard Marks für Besser geht’s nicht Pietro Scalia für Good Will Hunting                                                                                   |
| 1999 | Michael Kahn                                   | Der Soldat James Ryan  | Anne V. Coates für Out of Sight David Gamble für Shakespeare in Love Simona Paggi für Das Leben ist schön Billy Weber, Leslie Jones und Saar Klein für Der schmale Grat                                                                |
| 2000 | Zach Staenberg                                 | Matrix                 | Tariq Anwar und Christopher Greenbury für American Beauty Lisa Zeno Churgin für Gottes Werk & Teufels Beitrag William Goldenberg, Paul Rubell und David Rosenbloom für Insider Andrew Mondshein für The Sixth Sense                    |

## 2001–2010
| Jahr | Preisträger              | für den Film                                | Nominierungen |
| 2001 | Stephen Mirrione         | Traffic – Macht des Kartells                | Dede Allen für Die WonderBoys Joe Hutshing und Saar Klein für Almost Famous – Fast berühmt Pietro Scalia für Gladiator Tim Squyres für Tiger and Dragon                                                |
| 2002 | Pietro Scalia            | Black Hawk Down                             | Jill Bilcock für Moulin Rouge Dody Dorn für Memento John Gilbert für Der Herr der Ringe: Die Gefährten Mike Hill und Daniel P. Hanley für A Beautiful Mind – Genie und Wahnsinn                        |
| 2003 | Martin Walsh             | Chicago                                     | Peter Boyle für The Hours – Von Ewigkeit zu Ewigkeit Michael Horton für Der Herr der Ringe: Die zwei Türme Thelma Schoonmaker für Gangs of New York Hervé de Luze für Der Pianist                      |
| 2004 | Jamie Selkirk            | Der Herr der Ringe: Die Rückkehr des Königs | William Goldenberg für Seabiscuit – Mit dem Willen zum Erfolg Walter Murch für Unterwegs nach Cold Mountain Daniel Rezende für City of God Lee Smith für Master & Commander – Bis ans Ende der Welt    |
| 2005 | Thelma Schoonmaker       | Aviator                                     | Matt Chessé für Wenn Träume fliegen lernen Joel Cox für Million Dollar Baby Paul Hirsch für Ray Jim Miller und Paul Rubell für Collateral                                                              |
| 2006 | Hughes Winborne          | L.A. Crash                                  | Daniel P. Hanley und Mike Hill für Das Comeback Michael Kahn für München Michael McCusker für Walk the Line Claire Simpson für Der ewige Gärtner                                                       |
| 2007 | Thelma Schoonmaker       | Departed – Unter Feinden                    | Alfonso Cuarón und Alex Rodríguez für Children of Men Douglas Crise und Stephen Mirrione für Babel Clare Douglas, Richard Pearson und Christopher Rouse für Flug 93 Steven Rosenblum für Blood Diamond |
| 2008 | Christopher Rouse        | Das Bourne Ultimatum                        | Juliette Welfling für Schmetterling und Taucherglocke Jay Cassidy für Into the Wild Ethan und Joel Coen für No Country for Old Men Dylan Tichenor für There Will Be Blood                              |
| 2009 | Christopher Dickens      | Slumdog Millionär                           | Angus Wall und Kirk Baxter für Der seltsame Fall des Benjamin Button Lee Smith für The Dark Knight Daniel P. Hanley und Mike Hill für Frost/Nixon Elliot Graham für Milk                               |
| 2010 | Bob Murawski Chris Innis | Tödliches Kommando – The Hurt Locker        | Stephen E. Rivkin, John Refoua und James Cameron für Avatar – Aufbruch nach Pandora Julian Clarke für District 9 Sally Menke für Inglourious Basterds Joe Klotz für Precious – Das Leben ist kostbar   |

## 2011–2020
| Jahr | Preisträger                      | für den Film                     | Nominierungen |
| 2011 | Kirk Baxter Angus Wall           | The Social Network               | Jon Harris für 127 Hours Andrew Weisblum für Black Swan Pamela Martin für The Fighter Tariq Anwar für The King’s Speech |
| 2012 | Kirk Baxter Angus Wall           | Verblendung                      | Anne-Sophie Bion und Michel Hazanavicius für The Artist Thelma Schoonmaker für Hugo Cabret Christopher Tellefsen für Die Kunst zu gewinnen – Moneyball Kevin Tent für The Descendants – Familie und andere Angelegenheiten |
| 2013 | William Goldenberg               | Argo                             | Tim Squyres für Life of Pi: Schiffbruch mit Tiger Michael Kahn für Lincoln Jay Cassidy und Crispin Struthers für Silver Linings Dylan Tichenor und William Goldenberg für Zero Dark Thirty                                 |
| 2014 | Alfonso Cuarón Mark Sanger       | Gravity                          | Joe Walker für 12 Years a Slave Jay Cassidy, Crispin Struthers und Alan Baumgarten für American Hustle Christopher Rouse für Captain Phillips John Mac McMurphy und Martin Pensa für Dallas Buyers Club                    |
| 2015 | Tom Cross                        | Whiplash                         | Joel Cox und Gary D. Roach für American Sniper Sandra Adair für Boyhood Barney Pilling für Grand Budapest Hotel William Goldenberg für The Imitation Game – Ein streng geheimes Leben                                      |
| 2016 | Margaret Sixel                   | Mad Max: Fury Road               | Stephen Mirrione für The Revenant – Der Rückkehrer Tom McArdle für Spotlight Maryann Brandon und Mary Jo Markey für Star Wars: Das Erwachen der Macht Hank Corwin für The Big Short                                        |
| 2017 | John Gilbert                     | Hacksaw Ridge – Die Entscheidung | Joe Walker für Arrival Jake Roberts für Hell or High Water Tom Cross für La La Land Nat Sanders und Joi McMillon für Moonlight                                                                                             |
| 2018 | Lee Smith                        | Dunkirk                          | Paul Machliss und Jonathan Amos für Baby Driver Tatiana S. Riegel für I, Tonya Sidney Wolinsky für Shape of Water – Das Flüstern des Wassers Jon Gregory für Three Billboards Outside Ebbing, Missouri                     |
| 2019 | John Ottman                      | Bohemian Rhapsody                | Barry Alexander Brown für BlacKkKlansman Yorgos Mavropsaridis für The Favourite – Intrigen und Irrsinn Patrick J. Don Vito für Green Book – Eine besondere Freundschaft Hank Corwin für Vice – Der zweite Mann             |
| 2020 | Andrew Buckland Michael McCusker | Le Mans 66 – Gegen jede Chance   | Thelma Schoonmaker für The Irishman Tom Eagles für Jojo Rabbit Jeff Groth für Joker Yang Jin-mo für Parasite |

## 2021–2030
| Jahr | Preisträger         | für den Film                      | Nominierungen |
| ---- | ------------------- | --------------------------------- | --- |
| 2021 | Mikkel E.G. Nielsen | Sound of Metal                    | Alan Baumgarten für The Trial of the Chicago 7 Yorgos Lamprinos für The Father Frédéric Thoraval für Promising Young Woman Chloé Zhao für Nomadland            |
| 2022 | Joe Walker          | Dune                              | Hank Corwin für Don’t Look Up Myron Kerstein und Andrew Weisblum für Tick, Tick… Boom! Pamela Martin für King Richard Peter Sciberras für The Power of the Dog |
| 2023 | Paul Rogers         | Everything Everywhere All at Once | Eddie Hamilton für Top Gun: Maverick Mikkel E.G. Nielsen für The Banshees of Inisherin Jonathan Redmond und Matt Villa für Elvis Monika Willi für Tár          |
| 2024 | Jennifer Lame       | Oppenheimer                       | Yorgos Mavropsaridis für Poor Things Thelma Schoonmaker für Killers of the Flower Moon Laurent Sénéchal für Anatomie eines Falls Kevin Tent für The Holdovers  |
| 2025 | Sean Baker          | Anora                             | Nick Emerson für Konklave Dávid Jancsó für Der Brutalist Myron Kerstein für Wicked Juliette Welfling für Emilia Pérez                                          |